# Upstream (informatica)
Upstream in informatica, indica la velocità di trasferimento dei dati dal client verso il server.

## Caratteristiche
In molti tipi di connessione l'upstream è minore del downstream.
In alcuni tipi di modem, come quelli ADSL, le velocità di download e upload sono differenziate.